# Crusaders of Might and Magic
Crusaders of Might and Magic je dynamické RPG z pohledu třetí osoby, zasazené do populárního světa Might and Magic. Hru vytvořil roku 1999 tým New World Computing a distributorem byla 3DO.

## Úvod
Hra je postavena na 3D enginu, který byl původně navržen pro konzolové hraní a později upraven do podoby pro PC. Přestože není nijak výjimečný, netrpí bugovitostí a plně rozvíjí pohybové možnosti hlavního hrdiny a efekty kouzel. Vlastní svět je vystaven z kruhovitých tunelů, rozdělených texturou na dolní (zem) a horní polovinu (obloha). V dungeonech horní a dolní polovina splývá. Na povrchu jsou okraje ohraničené hornatou (kopcovitou) texturou, takže máte pocit, že se neustále pohybujete v jakýchsi kaňonech. Neexistuje jediná možnost, jak se dostat na vyvýšené místo. Vývoj hry byl však příliš uspěchaný a většina grafických prvků působí poněkud jednotvárně. Přesto se však ve hře naleznou lokace, které vás uchvátí svým provedením, jako například Východní stronghold nebo město pod ledovcem. Mnohem více se nedodělanost projevila na vlastním hraní Crusaders.
Svět Ardonu totiž není nijak rozlehlý a celkem se projdeme pouhými sedmi oblastmi. Hra je navíc lineární, s malým počtem herních úkolů a do jisté míry s absencí příběhových zvratů. To vše však značně vykompenzuje „nutnost“ pobíhání z jednoho konce na druhý při plnění jednotlivých úkolů. Poté, co hlavní postava obdrží úkol, jsme nuceni probít se přes hordy nepřátel na jiný konec mapy, splnit požadovanou věc a poté se stejnou cestou vrátit zpět k zadavateli. Při návratu však dojde k respawnování (obnovení) všech monster a tak jsme opět postaveni před boj. Po cestě není nic, co by dokázalo hru zpestřit. Žádné vedlejší úkoly ve hře nejsou. Tento princip byl také podroben největší kritice ze strany recenzentů.
V počátečních fázích hry je boj příliš obtížný a tak hra může působit příliš frustrujícím dojmem. Vše má však svůj smysl. K respawnu monster dochází pouze ve chvíli, kdy je příslušný úkol splněn. Takže pokud jsme cestu dokonale vyčistili, bude pohyb po celé trase vcelku bezpečný. Můžeme se tak například v klidu soustředit na sbírání zbraní a zbrojí po nepřátelích a ty pak prodávat a za obdržené peníze nakoupit množství ozdravujících lektvarů, které usnadní cestu zpět. Při bližším pohledu je také patrné, že monstra nejsou v jednotlivých oblastech identická, ale postupně se mění. To má představovat posun příběhové linie. Časem se také některé cesty uzavřou, takže se ve skutečnosti pohyb neomezuje na ty samé trasy. Ve hře se opravdu vyplatí po každém splněném úkolu opět projít všechny dostupné lokace. V opačném případě se hráč může ochudit o nové předměty.
Přes všechny nedostatky se v případě Crusaders jednalo ve své době o převrat v hraní a Crusaders přinesli světu nový styl. Vývojáři využili populárního tombriderovského pojetí hry a sloučili ho s RPG prvky neméně populárního fantasy světa. Pro ilustraci, nejbližší podobnou hrou je série Gothic, která je však mladšího data.

## Příběh
Během intra se seznámíme s Drakem, malým chlapcem, žijícím v poklidné rolnické osadě, několik okamžiků před útokem legie Padlých. Nemrtvé armády vedené nekromancerem Necrosem. Poté, co je osada zničena a většina obyvatel vyvražděna, objeví se záběr na malého Draka a jeho proměna v chrabrého bojovníka s legií. Při jedné ze svých akcí si nedával přílišný pozor a je rázem uvržen do vězení Východního strongholdu, hlavní základny Necrose. Po likvidaci dvou strážných kostlivců se další dění přenese přímo na hráče. V této chvíli máme hrdinu plně ve svých rukách. Cestou ven z podzemí se Drake seznámí s kapitánem Ursanem, velitelem křižáků v Citadele, který mu zadává první úkol. Najít Celestii, paní Citadely a významnou kouzelnici. Ponechá Draka o samotě a tak se sami vydáváme po schodišti směrem za světlem a skrze řady nepřátel, abychom otevřenou branou (tu si samozřejmě budeme muset otevřít sami) vyšli ven z pevnosti. Tím začíná naše putování za osvobozením Ardonu od legie Padlých. Na konci nás však čeká typické mightandmagikovské zakončení. Boj se samotným Necrosem a to v jeho kosmické lodi.

## Hlavní postava
Drake nemá v počátku nastaveno žádné specifické povolání. Může využívat veškeré herní předměty bez omezení a smí používat magii. Brzy se stane křižákem, ale svým způsobem by se dal spíše označit za bojového mága. Disponuje dobrými pohybovými vlastnostmi, které se projeví zejména v boji. Úroveň bojových schopností je dána úrovní postavy a je řízena tzv. multiplikátorem, který má vliv na sílu fyzického útoku. Úroveň magických dovedností je dána množstvím bodů many, potřebných ke kouzlení a úrovní magické dovednosti (viz část Magie).

### Atributy
Mezi primární (hlavní)) atributy patří síla, inteligence, odolnost, rychlost. V průběhu hry je možné je měnit jen nepatrně a to zejména nošením předmětů s příslušným bonusem. Mezi vedlejší atributy patří množství bodů zdraví a many, které se zvyšují s rostoucí úrovní postavy.

### Zkušenosti a postup
Plněním úkolů a zabíjením monster získává Drake zkušenostní body. Při dosažení určitého množství bodů Drake automaticky postoupí na vyšší level. Zvýší se mu množství bodů zdraví a many a dojde ke korekci multiplikátoru.

### Vliv obtížnosti hry
Počáteční nastavení obtížnosti hry má vliv na velikost primárních a sekundárních atributů a na množství bodů zdraví a many, získaných postupem na vyšší úroveň. Nastavení má i vliv na maximální dosažený level postavy. Pro obtížnost square je to level 21, pro obtížnost knight je to level 24 a pro obtížnost crusader je to level 28.

## Obyvatelé Ardonu
Hlavní populaci v Ardonu tvoří lidská rasa a trpaslíci z Coranthie. Tyto dvě rasy jsou ve hře chápány jako neutrální, zatímco všechny ostatní patří mezi nepřátelské. Výjimkou jsou Dasheři, kteří se během děje přidají na stranu neutrálních ras. Mezi zarputilé nepřátele patří nemrtví, elementálové, obři, trpasličí rebelové a několik speciálních postav.

### Nemrtví
Nemrtví jsou nejpočetnější a nejrozmanitější skupinou protivníků ve hře. Nejprve se s nimi setkáváte jen v Cador Sul a katakombách, ale později se vyskytují prakticky všude. Všichni jsou členy Legie padlých. Celkem je můžeme rozdělit přibližně do 7 kategorií od nejslabších po nejsilnější. Na nejnižším stupni hierarchie stojí obyčejní kostivci. Jsou nejpočetnější a zřejmě vznikli přeměnou obyčejných osadníků v Ardonu. Mohou být vybaveni jakoukoliv zbraní a mohou nosit štít. Druhou kategorií jsou kostění bojový mágové, které najdeme opět ve dvojím provedení. Jeden typ připomíná obyčejného kostlivce vybaveného navíc schopností kouzlit Lightning. Druhý typ je podobný předchozímu, ale je částečně zprůhledněn - pořád to ještě není duch/stín, takže je vidět barevně (stíny jsou už jen šedivé). Druhý typ znepříjemňuje zejména cestu katakombami při návratu s Coranthie v jeskyni se zavěšenými mosty, ale je to slabý protivník i když je vybaven Broad Swordem. Nejvyšší kategorií kostlivců ve hře jsou stínový kostlivci a kostlivci válečníci. Se stínovými kostlivci se setkáte mnohem dříve, první je hned na začátku hry ve vězení. Obvykle jsou vybaveni halapartnami a později ve hře i nepříjemnými Shadow Blade. Jsou průhlední a jejich obrysy uvidíte jen proti dostatečně kontrastnímu pozadí (sníh apod.) Krom fyzického útoku obvykle kouzlí Soul Drink (stejně jako další kouzlící nemrtví) takže jsou velmi nebezpeční a boj s nimi je o něco delší. V ledovcích se pak setkáte se zmíněnými kostlivci válečníky. Jsou to větší a silnější kostlivci, ale jejich likvidace v této fázi hry není obtížná.
Na dalším stupni v žebříčku nemrtvých nalezneme nemrtvé mágy, černé rytíře a temné mágy (nemrtvé arcimágy). Oproti kostlivcům jsou mnohem „obalenější“ a připomínají spíše ghúly. Krom nemrtvého mága mají i rohy. Nemrtvý mág je nejníže postaven a předpokládám, že to co kouzlí je toxický mrak. Obvykle je vybaven Metal Shieldem a Heavy Mace (později i Fist of Necros). Není nijak obtížné ho zdolat, obvykle padne po první až druhé dobře mířené ráně. Černý rytíř (200 ZK) už je naproti tomu nebezpečnější. Umí kouzlit plošné kouzlo, které prozatím nedokážu přesněji specifikovat, ale řekl bych že je to Destroy Undeath (opak k Holy Wrath), je však na nižším levelu. Jejich výbava je různá. Krom Metal Shieldu používají i lepší Wooden Shieldy (štíty s bonusem) a bonusové Broad Swordy, War Hammer nebo Fist of Necros. Někteří lépe vybavení jsou i tužšími protivníky. Od temného mága je rozlišíme snadno, mají převažující červené odstíny, zatímco temný mág je modrý. Temný mág je vybaven plošným kouzlem na mistrovské úrovni a je tím velmi nepříjemný. Naštěstí kouzlí stejně jako černý rytíř jen tehdy, pokud má na to dost času, jinak dává též přednost fyzickému útoku. Je vybaven Reflective Shield a Rod of the Archmage. Právě pro tento specifický Morning Star je fyzická konfrontace obtížnější, tato zbraň má slušné bonusy na poškození černou magií.
Nejvýše postaveným nemrtvým ve hře je temný mág Necros, cíl cesty v Ardonu. Ovládá slušnou řádku kozel na nejvyšších úrovních a umí vykouzlit antimagickou bariéru. K fyzickému útoku používá svá klepeta, levé klepeto má navíc pancéřované a používá ho k blokování zbraně. Přesto není jeho likvidace příliš obtížná.

### Elementálové
Kategorizace elementálů ve hře je poněkud ztížena. Bezpečně lze identifikovat pouze zemního elementála a u dalších dvou je to sporné. V trpasličích dolech lze narazit na ohnivého elementála, který by však stejně tak dobře mohl patřit do kategorie magmatických elementálů. Analogicky totiž v ledovcích jsou k vidění ledoví elementálové. Další zajímavostí ohledně elementálů je jejich řazení do světa živých bytostí, je na ně totiž možné aplikovat kouzlo Soul Drink a část jejich hitpointů převést na hlavní postavu. Elementálové nejsou příliš imunní proti drtivému útoku, jsou však dosti odolní proti magii. Vyjma ledového elementála, který je velmi citlivý na Fire Ball.

### Dasheři a obři
Dasheři patří mezi hmyz a jejich přirozeným bydlištěm je les. Jejich vesnice se nachází v korunách stromů v Duskwoodu. Dasherům vládne královna. K porozumění jejich řeči je třeba vlastnit náhrdelník Dasher's Necklace. V prvních dvou třetinách jsou nepřátelští. Dasheři jsou nebezpeční zejména tím, že útočí ve skupinkách a dokážou postavu dokonale obklíčit. Přitom umí velmi citelně zranit a první návštěva Duskwoodu je proto utrpením. Je dobré je zabíjet pomocí dlouhých zbraní jako je Broad Sword nebo Halapartna a je dobré kombinovat to s kouzlem Fire Ball.
V Duskwoodu se dále vyskytují lesní obři. Jsou do jisté míry ovládáni společenstvím dasherů. Útočí různými zbraněmi. Jejich zabíjení je zejména v prvních fázích hry obtížnější a podobně jako dasheři útočí v menších skupinkách popř. společně s dashery. Krom lesních obrů se na mýtince setkáte s králem lesních obrů, od kterého kromě královského žezla získáte i Dasher's Necklace.
V ledovcích jsou k vidění ledoví obři. Jsou svými vlastnostmi podobní lesním obrům, jsou však o něco silnější. Krom běžných ledových obrů se potkáte uvnitř ledovce i s jejich králem.

### Trpaslíci
Trpaslíků není tolik druhů a bojovat budete jen s rebely, kteří se postavili na odpor proti králi Kamenného trůnu a poté ho i zavraždili. První s kým se v dolech potkáte je rebel kopáč, vybavený Calder's Pick. Je velmi slabý. Druhý typ bude trpaslík válečník, vybavený War Hammer. Je výrazně odolnější a dokáže nepříjemně udeřit, nebezpečnější jsou obzvláště ve skupině.

### Ostatní
Do této kategorie patří monstra, která přímo nepatří do předchozích kategorií. Prvním je decevier, který patří mezi ještěřany (lizardmany). Je speciální tím, že se dokáže vtělit do své oběti, kterou pak může takto zcela ovládat. Oběť si však ponechává své vědomí, ale nemůže svobodně jednat. Ve hře budete moci samostatně porazit jen jednoho deceviera a to v obchodníkově domku v Cador Sul až dostanete quest vypravit se do ledovců. Je to nepříjemný protivník vybavený Blade of Hunger.
Ve stejné době jako s decevirem v obchodníkovo domu, se můžete v třetím pokoji v hospodě setkat s duchem křižáka. Opět se jedná o tuhého protivníka tentokráte vybaveného Longsword of Crusader.
Už v Citadele se v ochrance Celestie můžete setkat s roboty. Černě oděnými rytíři s halapartnami. Bojovat s nimi budete teprve ve vzducholodi uvnitř ledovce. Krom fyzického útoku umí kouzlit lightning. Nejsou nijak obtížní.

## Vybavení
Ve hře je k dispozici množství různých zbraní a zbrojí, které může Drake používat sám nebo se hodí jako zdroj trvalého příjmu. Získávají se zabíjením nepřátel nebo je možné je naleznout během výprav v truhlách či jen volně pohozené po zemi.

### Zbraně
Každá zbraň může disponovat několika typy útoku. Krom primárních útoků sekem (slash) a tupým úderem (bash) to mohou být bonusy za magii živlů nebo magii světla a temnoty. Velikost bonusu je udána číselně. K dispozici máme meče, krumpáče, palcáty, sekery, halapartny, kladiva a dvě střelné zbraně (Dasher Hand Bow a Boomer Axe).

### Zbroje
U štítů a zbrojí jsou podobně jako u zbraní uvedeny hodnoty, které představují procentuální odolnost (resistenci) proti danému typu útoku (odečítají se od způsobeného poškození). Obyčejné dřevěné a kovové štíty poskytují jen bonus na blokování úderu, ale nepřidávají body do resistencí. Tedy pokud vás protivník udeří a vy ránu štítem neblokujete, je odečet dán jen bonusy zbroje (zbroj ochraňuje vždy). K dispozici jsou kožené a ocelové zbroje, dřevěné a ocelové štíty.

### Ostatní
Mezi ostatní herní předměty patří náhrdelníky a prsteny s různými bonusy, léčivé a posilující lektvary a manové krystaly.

## Magie

### Systém magie
Ve hře je magie podstatně zjednodušena a je rozdělena do čtyř magických škol. Magie živlů, magie ducha, magie světla a magie temnoty. K dispozici je celkem 11 kouzel, které se postava učí z příslušných knih kouzel. Knihy jsou porůznu roztroušené po celém Ardonu a jejich umístění se liší i v závislosti na ději. Každá magická úroveň je rozdělena do tří stupňů - základní, expert, mistr. Abychom postavu mohli povýšit do mistrovské hodnosti, je třeba nalézt celkem tři knihy daného kouzla. Pokud však některou opomeneme, budeme moci dosáhnout jen nižší úrovně. Prvek magie je ve hře velice zdařilý a používání kouzel je velice efektivní.

### Přehled kouzel
| Název kouzla  | Úroveň   | Popis |
| ------------- | -------- | --- |
| Torch Light   | základní | Kouzlo vytvoří malý světelný radius okolo postavy. Hlavní postava s tímto kouzlem začíná. |
| Torch Light   | expert   | Světelný radius okolo postavy je větší, světlo vydrží déle. Kouzlo dostanete před prvním vstupem do katakomb poté, co vám Celestie zadá quest donést Roh rozdrcení a dá vám ho zaneprázdněná alchymistka v domku na rozcestí ke katakombám. |
| Torch Light   | mistr    | Světelný rádius je největší. Kouzlo objevíte v coranthijských dolech hned na začátku na esovitém můstku poté, co je vám zadán quest osvobodit prince Daina. |
| Fire Ball     | základní | Výsledkem je ohnivá koule, která zasahuje nejbližší okolí svého dopadu. Je třeba dobře mířit. Kouzlo objevíte v katakombách v jeskyni se obřadními sloupy před podzemním městem (vznáší se mezi sloupy) při prvém průchodu katakombami do Duskwoodu. |
| Fire Ball     | expert   | Kouzlo je podobné základní verzi, koule však umí cíl zamířit i při nepřesném míření. Dalo by se říci, že si cíl sama vyhledává. Kouzlo naleznete v coranthijských dolech poté, co je vám zadán quest osvobodit prince Daina. Nachází se na plošině nad lávou v dolní části dolů. |
| Fire Ball     | mistr    | Ohnivá koule má stejné vlastnosti jako na expertní úrovni, výsledkem kouzlení jsou však hned tři ohnivé koule. Osamělý cíl je zasažen všemi třemi, při kouzlení na skupinu se koule mohou rozdělit. Radius zásahu se tak významně zvyšuje a toto kouzlo se řadí mezi velmi účinná plošná kouzla. Naleznete ho ve Východním strongholdu na kamenném můstku vedle guildy země poté, co budete mít Roh Zborcení.                                                                                                  |
| Snap Freeze   | základní | Toto kouzlo umí krátkodobě zmrazit cíl a způsobí mu při tom menší zranění chladem. Naleznete ho po porážce temného mága před hospodou v Cador Sul poté, co budete mít dokončený quest s Celestií (přinesete ji ukázat Roh Zborcení). |
| Snap Freeze   | expert   | Je lepší verzí, má vyšší poškození a trvá déle. Naleznete jej hned při první návštěvě na povrchu v ledovcích, je ukryté kousek od místa, kde jsou na cestě v zemi dva sloupky s lebkami. |
| Snap Freeze   | mistr    | Kouzlo trvá opět mnohem déle a poskytuje nejvyšší poranění. Kdokoliv se ocitne poblíž zasažené postavy je též zmražen. Naleznete jej po porážce nemrtvého mága na cestě před východem z vnitřku ledovce poté, co budete mít kouzlo Solidify (quest se vzducholodí v ledovcích). |
| Holy Wrath    | základní | Kouzlo působí na nemrtvé a působí plošně. V základní verzi není tolik silné a ve hře se k němu dostanete poměrně později. Kniha se nachází uvnitř ledovce na výčnělku č. 1 a najdete ji zde předtím než zachráníte kapitána Ursana. |
| Holy Wrath    | expert   | Je silnější variantou a naleznete jej ve Východním strongholdu až poté, co sem přijdete použít Roh Zborcení (při cestě z dašherské vesnice po záchraně dasherů). Nachází se pod schody vedle guildy země. |
| Holy Wrath    | mistr    | Ještě silnější varianta. Na této úrovni s ním dokážete silnější nemrtvé zabít i na jediné vyvolání. Knihu s kouzlem najdete uvnitř Východního strongholdu poté, co použijete Roh Zborcení. Nachází se za sudy na zídce mezi dveřmi v sále, kde slyšíte plameny. |
| Heroism       | základní | Mírně zvyšuje poškození při útoku zbraněmi. Naleznete jej při první návštěvě Duskwoodu po porážce jednoho z dasherů poblíž vesnice dasherů. Je o něco tužší než ostatní dasheři a stojí hned u první chýše vpravo po příchodu z první části Duskwoodu. |
| Heroism       | expert   | Poškození je ještě vyšší a spolu s ním se zvyšuje i rychlost postavy. Kouzlo vydrží o něco déle. Knihu opět naleznete po porážce jednoho z dasherů při cestě do první části Duskwoodu poté, co budete mít Roh Zborcení. |
| Heroism       | mistr    | Kouzlo je na mistrovské úrovni opravdu velmi dobré. Výrazně zvyšuje poškození a rychlost a přitom vydrží dostatečně dlouho. Větší skupinky nepřátel s ním nejsou problém, boj je s ním opravdu rychlý. Naleznete jej uvnitř ledovce ihned poté, co zachráníte kapitána Ursana a předtím, než v Duskwoodu obdržíte quest získat kouzlo Solidify! Musíte se po záchraně kapitána Ursana vrátit zpět dovnitř ledovce a knihu naleznete hned na jednom z výklenků, po kterých jste šplhali na první ledový oblouk. |
| Lightning     | základní | Vystřelí jeden paprsek blesku na jediného protivníka. Knihu s kouzlem naleznete v coranthijských dolech před tím, než se setkáte s trpasličí radou a je vám zadán quest zachránit prince Daina. Je schovaná ve vagónu v dolní části dolu. |
| Lightning     | expert   | Blesk zasáhne dva cíle. Naleznete jej v katakombách u východu do Cador Sul poté, co se budete vracet s Rohem Zborcení. Je to dobré kouzlo, ale je moc náročné na manu. |
| Lightning     | mistr    | Zasáhne tři cíle. Knihu s kouzlem naleznete na začátku Východního strongholdu. Je dobře ukryté. Na místě, kde se ve městě nachází černý rytíř se dá vyjít nahoru na plošinu a odtud na zídku nad ní. Musíte přeskočit na druhou stranu, přejít po dřevěném mostíku a vlevo u obvodové zdi se nachází kniha. Najdete ji zde po návratu z dasherské vesnice po záchraně dasherů. |
| Slow          | základní | Po určitou dobu zpomalí jednoho protivníka. Knihu je k nalezení na baru v hospodě v Cador Sul po získání Rohu Zborcení, ale ještě před oznámením tohoto Celestii. |
| Slow          | expert   | Kouzlo zpomalí několik protivníků. Kniha je k nalezení uvnitř ledovce předtím, než zachráníte kapitána Ursana. Nachází se na výčnělku č. 2. |
| Slow          | mistr    | Zpomalí všechny protivníky. Kniha je v Coranthii za hospodou, poté co sem budete směřovat se zprávou od kapitána Ursana princi Dainovi. |
| Soul Drink    | základní | Způsobí poškození zasaženému cíli a přenese na vás část jeho hitpointů. Pozor, pokud ho zakouzlíte na nemrtvé, bude efekt "opačný" a budete zraňováni. Kupodivu na elementály použít jde. Knihu najdete v první části Duskwoodu při cestě za trpasličím žezlem. Má ho u sebe obr s Morning starem, který stojí vedle stromu u mýtiny. |
| Soul Drink    | expert   | Způsobuje vyšší poranění a transfer hitpointů je rychlejší. Knihu najdete na cestě kousek od brány Západního strongholdu poté, co budete mít Roh rozdrcení a před tím, než navštívíte Celestii. |
| Soul Drink    | mistr    | Lepší varianta předchozí verze, k této úrovni se dostanete až ve chvíli, kdy budete potkávat vesměs samé nemrtvé. Má ho u sebe stínový kostlivec, kterého naleznete uvnitř ledovce směrem od vzducholodi do vnitřní jeskyně poté, co budete mít kouzlo Solidify (tedy splněný quest se vzducholodí). |
| Spectral Ally | základní | Vyvolá ducha křižáka, který bude bojovat po vašem boku. Současně lze vyvolat jen jednoho. Kniha se nachází v Citadele na stolku v jídelně, jakmile Celestii ukážete Roh Zborcení. |
| Spectral Ally | expert   | Vyvolaný duch je silnější. Kniha se nachází v katakombách v sloupové místnosti hned napravo pod stolem. Naleznete ji zde poté, co od alchymistky obdržíte talisnam Pravdivého vidění (quest na nalezení expedice kapitána Ursana v ledovcích). |
| Spectral Ally | mistr    | Vyvolaný duch je ještě silnější. Knihu má u sebe černý rytíř na cestě z Duskwoodu do Východního strongholdu a najdete ho zde poté, co přijdete z ledovců přes dasherskou vesnici. |
| Stone Skin    | základní | Kouzlo krátkodobě zvyšuje odolnost proti tupým úderům, sekům a elementárním útokům (tedy vyjma černé a světlé magie) na 50 %. Knihu naleznete v katakombách při první návštěvě (po zadání questu s Rohem Zborcení). Nachází se v truhle na dřevěném výstupku v jeskyni se zavěšenými mosty. Musíte na konci přejít přes jeden z mostů na druhou stranu. |
| Stone Skin    | expert   | Zvyšuje předchozí odolnosti na 75 % a vydrží déle. Kniha leží na lavici před trpasličí radou v Coranthii, předtím než radu poprvé navštívíte (nesmíte si předtím s radou promluvit). |
| Stone Skin    | mistr    | Zvyšuje předchozí odolnosti na 100 %. Postava se stává téměř nezranitelnou (vyjma světlé a temné magie). Kniha se nachází v Coranthii u modrého zlomu ve zdi na cestě k trpasličí radě. Je zde k nalezení poté, co sem přijdete se zprávou od kapitána Ursana princi Dainovi. |
| Solidify      | základní | Kouzlo zhmotní Deceviery ovládající postavy. Jediné použití tohoto kouzla je v naskriptovaných událostech. Knihu naleznete ve vzducholodi uvnitř ledovce poté, co od dashera v Duskwoodu obdržíte Runu. (Ve hře nelze dosáhnout vyšší úrovně.) |